# (100437) 1996 OY
(100437) 1996 OY es un asteroide perteneciente al cinturón de asteroides, descubierto el 22 de julio de 1996 por el equipo del Observatorio Kleť desde el Observatorio Kleť, České Budějovice, República Checa.

## Designación y nombre
Designado provisionalmente como 1996 OY.

## Características orbitales
1996 OY está situado a una distancia media del Sol de 2,635 ua, pudiendo alejarse hasta 2,888 ua y acercarse hasta 2,382 ua. Su excentricidad es 0,095 y la inclinación orbital 13,89 grados. Emplea 1562 días en completar una órbita alrededor del Sol.

## Características físicas
La magnitud absoluta de 1996 OY es 15,8.